# Unterlenningen
Unterlenningen ist ein Ortsteil der Gemeinde Lenningen im Landkreis Esslingen in Baden-Württemberg.

## Geographie
Zu Unterlenningen gehören das Dorf Unterlenningen, der Ort Brucken, die Burg Diepoldsburg und das Gehöft Engelhof.

### Geographische Lage, Schutzgebiete
Der Ort liegt am Anfang des Lenninger Tals. Die Ortslage von Unterlenningen ist westlich und östlich von Schutzgebieten umschlossen. Sowohl das Landschaftsschutzgebiet Unterlenningen als auch das Vogelschutzgebiet Vorland der mittleren Schwäbischen Alb bedecken den Großteil der Gemarkung. Lenningen ist außerdem Teil des Biosphärengebiets Schwäbische Alb.

## Geschichte
Wie Hallstattfunde (800–400 vor Christus) beim Engelhof und die Reste eines keltischen Gehöfts östlich der Diepoldsburg zeigen, wurde die Gemarkung schon früh besiedelt. Beim Bahnhof wurden Schlackenreste der keltischen Eisenverhüttung gefunden. Die Römerstraße zwischen Köngen und Donnstetten führte durch den Ort, ein römischer Hof lag beim Sattelbogen am Weg zum Engelhof hinauf. Zwischen 500 und 700 nach Christus erfolgte die alemannische Besiedlung von Oberlenningen aus.
Bereits um 1100 wurde Lenningen als Lendingen zwar oft in Urkunden erwähnt, eine Unterscheidung der beiden Orte Oberlenningen und Unterlenningen ist aber nicht möglich. Erst 1353 wurde Unterlenningen erstmals eigenständig als Nidernlenningen erwähnt.
Der Ort gehörte zur Herrschaft der Herzöge von Teck, zusammen mit Oberlenningen kam er 1387 in den Besitz der Grafen von Württemberg. Neben den Herzögen von Teck waren die Schwenzlin von Hofen, die Schweler von Owen, die Völkwin von Hedingen aus Bissingen, die Herren von Westerstetten und die Schilling von Cannstatt begütert.
Ab 1808 gehörte der Ort zum Oberamt Kirchheim, das 1934 in Landkreis Kirchheim umbenannt und 1938 zum größten Teil in den Landkreis Nürtingen eingegliedert wurde.
1939 wurde Brucken nach Unterlenningen eingemeindet. Im Zuge der Gemeindegebietsreform in Baden-Württemberg wurde Unterlenningen mit Brucken nach Oberlenningen eingemeindet.

## Wappen
Die offizielle Blasonierung des Wappens lautet: In Silber auf erhöhtem schwarz-golden gewecktem Schildfuß eine grüne Linde.

## Sehenswürdigkeiten

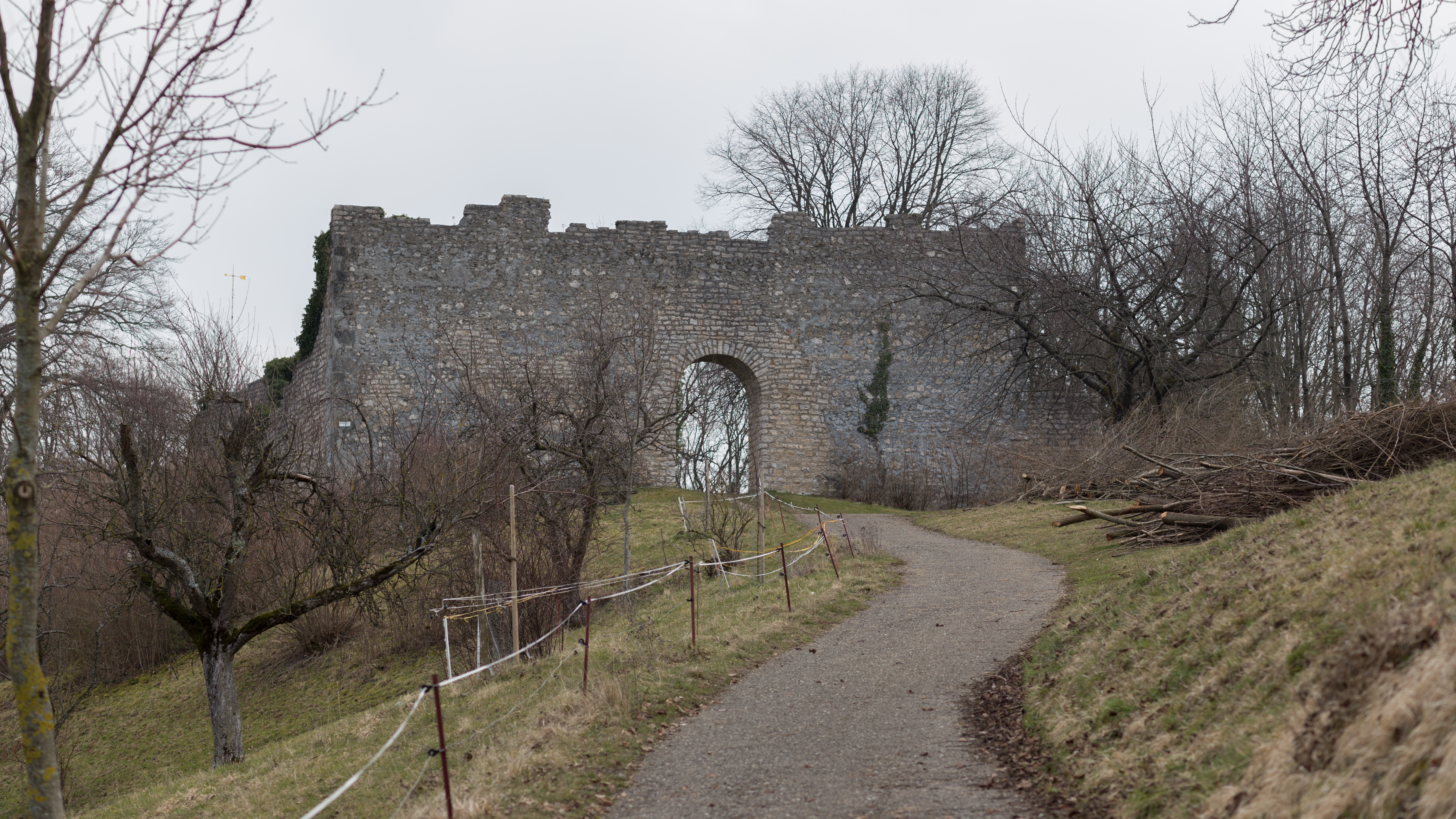
Ruine Sulzburg

- Ruine Sulzburg, Ruine einer spätmittelalterlichen Spornburg
- Ruine Diepoldsburg, Ruine einer mittelalterlichen Doppelburg
- Evangelische Ulrichskirche von 1767
- Barockes Pfarrhaus von 1745

## Verkehr
Unterlenningen ist wie das gesamte Lenninger Tal über die Bundesstraße 465 (Kirchheim unter Teck–Leutkirch im Allgäu) straßenmäßig angebunden. Aufgrund von Funden kann davon ausgegangen werden, dass es sich dabei um eine alte Römische Straße zwischen den Militärlagern in Köngen und Donnstetten handelte. Durch Unterlenningen führt außerdem die 1899 erbaute Teckbahn von Wendlingen am Neckar über Kirchheim (Teck) nach Oberlenningen.